# Clara Wæver

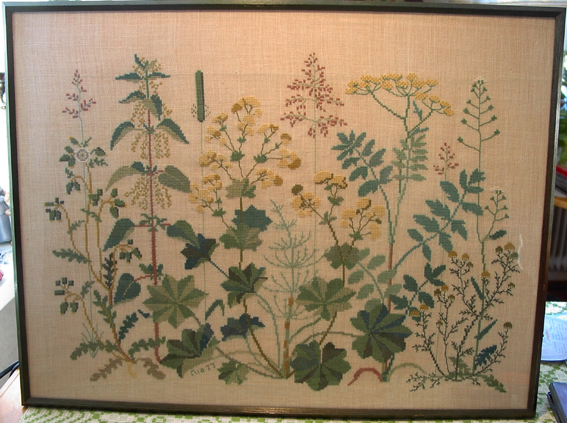
Korsstygnstavla efter Clara Wæver, "Blommorna vid vägen"

Clara Marie Wæver, född 7 april 1855 i Stubbekøbing, död 18 augusti 1930 i Köpenhamn, dansk textilkonstnär. 
Clara Wævers släktnamn härstammade från tidigare generationer som var just vävare. Själv kom hon att vara verksam inom broderikonsten. Hon lärde sig att brodera på Betzy Jacobsens flickskola samtidigt som hon arbetade i en broderiaffär. Redan 1890 fick hon och systern tillstånd att driva detaljhandel och utvecklade en rörelse som blev känd i hela Norden för sina speciella korsstygnsmönster med naturmotiv i huvudsak och en omfattande utbildningsverksamhet. Claras syster Augusta drev affärsrörelsen medan Clara stod för undervisning i rörelsen.
Clara Wæver blev synonym för alla de mönster som såldes i affären, även om andra textilkonstnärer anlitades. Systrarnas rörelse blev ett begrepp så till den grad att det inte alltid framstår om det är personen eller rörelsen i sig som avses.
Familjen Rosenstand kom att överta rörelsen så småningom, men ersatte på 1990-talet de tidigare bomullsgarnerna, som var så typiska för Clara Wævers mönster, med de glänsande moulinégarnerna.